# Kanako Ito
Kanako Ito (født 20. juli 1983) er en japansk fodboldspiller. Hun har tidligere spillet for Japans kvindefodboldlandshold.

## Japans fodboldlandshold
| Japans landshold | Japans landshold | Japans landshold |
| År               | Kmp              | Mål              |
| ---------------- | ---------------- | ---------------- |
| 2001             | 6                | 2                |
| 2002             | 3                | 0                |
| 2003             | 0                | 0                |
| 2004             | 0                | 0                |
| 2005             | 0                | 0                |
| 2006             | 0                | 0                |
| 2007             | 1                | 1                |
| 2008             | 0                | 0                |
| 2009             | 0                | 0                |
| 2010             | 0                | 0                |
| 2011             | 0                | 0                |
| 2012             | 3                | 0                |
| Total            | 13               | 3                |